# Raimondo Fassa
Raimondo Fassa (Busto Arsizio, 18 luglio 1959) è un politico italiano, sindaco di Varese dal 1993 al 1997.

## Biografia
Laureato in Filosofia nel 1981 e in Giurisprudenza nel 1987 presso l'Università Cattolica del Sacro Cuore di Milano, esercita la professione di avvocato a Gallarate e di docente presso l'A.S.E.R.I. (Alta Scuola di Economia e Relazioni Internazionali) della stessa Università Cattolica di Milano, nonché lettore d'Italiano presso il Campus Universitaire Manouba di Tunisi.

### Sindaco di Varese
Impegnatosi politicamente nelle file della Lega Nord, dal 1993 al 1997 è stato sindaco di Varese, dapprima a capo di una giunta politica in coalizione con i Repubblicani e con l'appoggio esterno del PDS, successivamente con una compagine tecnica detta giunta degli uomini di buona volontà, composta da diversi esponenti apartitici e sostenuta dalla fiducia "esterna" del consiglio comunale.

### Europarlamentare
Eletto deputato europeo nelle liste leghiste alle elezioni del 1994, è stato vicepresidente della commissione parlamentare per lo sviluppo e la cooperazione, nonché membro della delegazione per le relazioni con la Svizzera, l'Islanda e la Norvegia e dell'assemblea paritetica della convenzione fra gli Stati dell'Africa, dei Caraibi e del Pacifico e l'Unione europea. Dal punto di vista politico, ha aderito al Gruppo del Partito Europeo dei Liberali, Democratici e Riformatori.

Fassa (al centro) presenzia a un concorso di poesia dialettale nel 1998

### Dopo la sindacatura
Dopo aver abbandonato la Lega Nord nel 1998, nel 2002 (dopo che era stata finanche ventilata una sua ricandidatura con il centrosinistra) si ripresenta alle elezioni amministrative di Varese a capo della lista civica Progetto città con Fassa per Varese, raccogliendo il 13,91% di consensi. Nel 2006 aderisce all'UDC ed entra a far parte della giunta comunale di Gallarate con l'incarico di assessore alla cultura per il triennio 2006-2008. Successivamente, lasciato il movimento centrista, si ritira dalla politica attiva.
È autore di articoli relative a problematiche artistico-letterarie e a tematiche di filosofia del diritto e della politica, rispettivamente pubblicati su Il Domenicale e varie riviste specializzate (quale ad esempio Fenomenologia e Società), nonché dei libri Le prospettive liberal del Paese in Europa (1997) e Dalla Lega di Stato alla Lega di Città (1999).